# Strijd om Celebes
De strijd om Celebes duurde van 10 januari 1942 tot augustus 1942 en vond plaats op het eiland Celebes, tegenwoordig bekend onder de naam Sulawesi, in Nederlands-Indië. Van maart tot augustus 1942 bleven kleine groepen Nederlandse militairen, die zich terug hadden getrokken in het oerwoud, weerstand bieden.

## Achtergrond
Na de Japanse aanval op Pearl Harbor had Nederland Japan de oorlog verklaard. De Japanse aanval op Nederlands-Indië begon op 17 december 1941 met de landing op Borneo. Celebes was van strategisch belang voor het innemen van Timor en met het oog op een eventuele aanval op Australië. De aanwezigheid van het KNIL was mager en de militaire middelen beperkt.

## Aanval

### Slag bij Manado
De aanval op Celebes begon in de nacht van 10 op 11 januari 1942 met de landing van tweeëndertighonderd Japanse militairen bij Minahassa op het noordoostelijke puntje van Celebes. De haveninstallaties en pakhuizen van Manado werden in opdracht van territoriaal bevelhebber Schillmöller snel vernield. Het vliegveld van Manado werd in de ochtend van 11 januari veroverd door ongeveer driehonderd Japanse parachutisten.
Verschillende detachementen trokken zich terug in de binnenlanden, waar majoor Schillmöller negen geheime depots had laten aanleggen, waarin zich lichte wapens, munitie en levensmiddelen bevonden. Verschillende depots waren door de lokale bevolking geplunderd, terwijl veel autochtone KNIL-militairen deserteerden. Bovendien dreigde Japan de gezinnen van hen die doorvochten gevangen te zetten, en voor hen zelf dreigde de doodstraf. Dit was voor veel soldaten reden genoeg om zich over te geven.

### Overgave
Majoor Schillmöller slaagde erin per motorboot te ontkomen naar het vijfhonderd kilometer verderop gelegen plaatsje Poso, waar hij een kleine gevechtsgroep vormde. Hij wilde ten zuiden van Poso overgaan tot een guerrilla, maar liet dat plan varen toen hij op 9 maart hoorde van de capitulatie van Nederlands-Indië. Hij vertrok op 13 maart richting Manado en liet luitenants W.H.J.E. van Dalen en J.A. de Jong achter met honderdtwintig manschappen. Zij kregen de opdracht de orde te handhaven tot de Japanse bezetter was gearriveerd.

### Guerrillaoorlog
Na Schillmöllers vertrek besloot De Jong door te vechten. Hij hoorde dat Van Dalen zijn wapens had ingeleverd bij een Indische KNIL-deserteur die zei in opdracht van Japan de overgave te regelen. De Jong bevrijdde Van Dalen en vijftig man onder diens gezag uit krijgsgevangenschap. Een landing van vijftig Japanse militairen begin april werd verhinderd. Toen een strijdmacht bestaande uit vijfhonderd militairen begin mei voet aan wal zette trokken de Nederlanders zich terug in de jungle.
De groep-De Jong opereerde ten oosten van het meer van Poso terwijl de groep-Van Dalen actief was rond Kolonodale. De KNIL-strijders waren slechts uitgerust met pistolen en karabijnen, maar hadden het voordeel van het terrein. Het gebied was moeilijk toegankelijk en kon makkelijk worden vergrendeld door het onklaar maken van bruggen of door hooggelegen stellingen in te nemen. Bovendien was er volop voedsel aanwezig en was de lokale bevolking op de hand van de Nederlanders.
Via het radiostation van het Binnenlands Bestuur in Kolonodale legde luitenant De Jong op 9 juni contact met de Nederlandse autoriteiten in Australië, waarbij hij om hulp vroeg. Kort daarna werd Kolonedale ingenomen door Japanse landingstroepen. Op 24 juni werden er door een B-24 bommenwerper die vanuit Australië vertrok wapens gedropt, maar die vielen allen in Japanse handen.
Onder leiding van Robbert Theophile Van Hees vertrok op 24 juni 1942 een groep bestaande uit drie Nederlanders richting Celebes om inlichtingen in te winnen. Zij werden waarschijnlijk verraden en vielen in Japanse handen. Het drietal werd in september 1942 onthoofd.
De groep-Van Dalen trok zich na de val van Kolonodale terug de jungle in en verenigde zich met de groep-De Jong. Aan de kant van Japan waren intussen al meer dan honderd doden gevallen, maar ook bij de Nederlanders vielen slachtoffers waardoor de groep decimeerde. Op 20 juli ontving De Jong bericht van de Japanners dat bevoorrading per lucht was mislukt. Van Dalen gaf zich begin augustus over met de resterende manschappen. De Jong werd op 9 augustus gevangen genomen. Elf Europese leden van de groep, waaronder De Jong en Van Dalen, en vier soldaten van Indische afkomst, werden na langdurige mishandelingen op 25 augustus onthoofd. Acht onderofficieren en een soldaat ondergingen eerder op 13 augustus hetzelfde lot.
Azië in de Tweede Wereldoorlog · Verovering van Nederlands-Indië door Japan · Japanse bezetting van Nederlands-Indië · Invasie van Sumatra in 1942 · Verovering van Atjeh door Japan · Strijd om Palembang · Slag om Borneo · Slag om Balikpapan · Verovering van Bandjermasin (1942) · Strijd om Tarakan (1942) · Strijd om Tarakan (1945) · Strijd om Borneo (1945) · Strijd om Noord-Borneo · Strijd om Balikpapan (1945) · Slag in de Straat van Soenda · Eerste Slag in de Javazee · Tweede Slag in de Javazee · Slag om Java · Slag in de Straat Badoeng · Strijd om Celebes · Guerrillaoorlog van het Indische leger op Nieuw-Guinea · Overakker-complot · Nederlandse verzets- en guerrillagroeperingen in Nederlands-Indië · Slag bij Straat Makassar · Slag bij Manado · Slag om Ambon · Japanse bezetting van Saparoea · Slag om Timor · Verovering van de Riau-archipel · Aanval op Broome · Laatste vlucht van KNILM PK-AFV  · Strijd om Soerabaja (1945)